# Hanauerhof (Marktleugast)
Hanauerhof ist ein Gemeindeteil des Marktes Marktleugast im Landkreis Kulmbach (Oberfranken, Bayern). Hanauerhof liegt in der Gemarkung Marienweiher.

## Geografie
Die Einöde liegt in der Talmulde des dort entspringenden Garmersbaches und ist von allen Seiten außer dem Südosten von bewaldeten Anhöhen des Frankenwaldes umgeben. Eine Gemeindeverbindungsstraße führt nach Gundlitz zur Kreisstraße HO 22 (0,9 km südlich) bzw. nach Steinbach zur Kreisstraße KU 27 (1,4 km nördlich).

## Geschichte
Gegen Ende des 18. Jahrhunderts bestand Hanauerhof aus einem Anwesen. Das Hochgericht übte das bambergische Centamt Marktschorgast aus. Das Kastenamt Stadtsteinach war Grundherr des Hofes.
Mit dem Gemeindeedikt wurde Hanauerhof dem 1812 gebildeten Steuerdistrikt Marienweiher und der im selben Jahr gebildeten Gemeinde Marienweiher zugewiesen. Im Zuge der Gebietsreform in Bayern wurde Hanauerhof am 1. Januar 1977 in die Gemeinde Marktleugast eingegliedert.

### Einwohnerentwicklung
| Jahr      | 001818 | 001819 | 001861 | 001871 | 001885 | 001900 | 001925 | 001950 | 001961 | 001970 | 001987 |
| Einwohner |        | *      | 13     | 12     | 17     | 12     | 14     | 15     | 13     | 7      | 12     |
| Häuser    | 2      |        |        |        | 2      | 2      | 2      | 2      | 2      |        | 2      |
| Quelle    | [ 6 ]  | [ 8 ]  | [ 9 ]  | [ 10 ] | [ 11 ] | [ 12 ] | [ 13 ] | [ 14 ] | [ 15 ] | [ 16 ] | [ 1 ]  |

## Religion
Hanauerhof ist katholisch geprägt und nach Mariä Heimsuchung in Marienweiher gepfarrt.